# Laddie Lewis
L. F. "Laddie" Lewis (nasceu? – faleceu?) foi um ciclista guianense. Lewis competiu nos Jogos Olímpicos de Londres 1948, em três eventos: corrida em estrada, velocidade e no contrarrelógio.